# Livestrong
Die Livestrong Foundation (ehemals Lance Armstrong Foundation) ist eine 1997 gegründete Non-Profit-Organisation mit Sitz in Austin, Texas. Die Zielsetzung ist die Unterstützung von Krebskranken durch Hilfestellung, Aufklärung und Unterstützung der Krebsforschung. 
Gegründet wurde die Organisation durch den Radprofi Lance Armstrong, bei dem im September 1996 Hodenkrebs im fortgeschrittenen Stadium festgestellt wurde. Ihm wurden damals kaum Überlebenschancen eingeräumt.
Die größte Bekanntheit dürfte die Organisation durch den Verkauf des gelben „Livestrong-Armbandes“ ab 2004 bekommen haben. Es löste einen Boom solcher Silikonarmbänder aus, indem viele andere Organisationen und Unternehmen ähnliche Armbänder kreierten und vertrieben.
Der weltweite Kampf von „Livestrong“ gegen den Krebs startete 1999 mit dem Comeback von Lance Armstrong in den Profiradsport und der Global Cancer Campaign.